# Scopesis guttiger
Scopesis guttiger är en stekelart som först beskrevs av Holmgren 1857.  Scopesis guttiger ingår i släktet Scopesis och familjen brokparasitsteklar. Inga underarter finns listade i Catalogue of Life.